# Dagenham & Redbridge Football Club
Il Dagenham & Redbridge Football Club, spesso abbreviato in Dagenham (/ˈdæɡənəm/) o Dag & Red, è una società calcistica inglese con sede nella città di Dagenham, un suburbio nel Borough di Barking e Dagenham nella zona est di Londra. Il club milita oggi nella National League, la quinta divisione del calcio inglese.

## Storia
Il club deriva dalla fusione di 4 squadre: l’Ilford (1881), il Leytonstone (1886), il Walthamstow Avenue (1900) e il Dagenham (1949).
Nel 1979 Ilford e Leytonstone, unendosi in una sola società formano il Leytonstone/Ilford. Questo dopo aver incorporato anche il Walthamstow Avenue, diventa il Redbridge Forest che viene promosso in Football Conference nel 1991. Un anno dopo si fonde con il Dagenham diventando il Dagenham & Redbridge Football Club.
Il Dag&Red passa molte stagioni nella Football Conference, fino al 1996, quando viene retrocesso nella Isthmian League Premier Division. Il ritorno in Conference arriva nel 1999-2000.
Il 27 febbraio 2004 i Daggers subiscono la più pesante sconfitta della storia della Football Conference, perdendo in casa 9-0 contro l'Hereford United.

### Promozione in Football League
Nella stagione 2006-2007 i Daggers, grazie alla vittoria per 2-1 contro l'Aldershot Town, diventano campioni e per la prima volta nella loro storia vengono promossi in League Two.
L'esordio in League Two vede la sconfitta del Dag & Red per 1-0 dallo Stockport County. La prima vittoria casalinga arriva il 1º settembre 2007, battendo il Lincoln City. La prima stagione in Football League Two si conclude con la 20ª posizione, mentre nella FA Trophy la squadra raggiunge i quarti di finale della sezione del sud, venendo però sconfitto per 4-0 dal Gillingham.

### Dal 2009 al 2025
Il club finisce la stagione regolare 2009-2010 al 7º posto, l'ultima posizione valida per i play-off. Nei play-off vince la prima gara della sua semifinale contro il Morecambe per 6-0, garantendosi un posto nella finale play-off per la promozione al terzo livello del calcio inglese, all'epoca noto come League One. Con questa vittoria ha anche ottenuto il record per il punteggio più alto mai ottenuto prima nei play-off Football League:7-2.
Il Dag & Red in finale vince contro il Rotherham United e ottiene la promozione in Football League One, con un risultato di 3-2.
Nella stagione 2010-2011 di League One il Dagenham & Redbridge retrocede nell'ultimo turno, perdendo 5-0 sul campo del Peterborough, al London Road Stadium. 
Il ritorno il League Two è disastroso, col Dagenham & Redbridge che si classifica 19º salvandosi con 3 turni di anticipo pareggiando in casa 1-1 contro il Crawley Town.
Anche la stagione 2012-2013 è negativa, in quanto il Dagenham & Redbridge arriva 22º salvandosi all'ultimo turno per merito di una vittoria del Northampton Town sul Barnet per 2-0.
Alla fine della stagione 2015-16 il Dag & Red lascia la Football League, classificandosi 23º con 34 punti, a pari merito con lo York City ultimo, e retrocedendo in National League.

### L'era qatariota
Con un comunicato ufficiale, il 12 luglio 2025 viene annunciato l'inizio dell'iter per il passaggio del 100% delle quote ad un fondo qatariota, con a capo Youseph Al Sharif.

## Cronistoria
| Stagione  | Divisione           | Posizione | Miglior marcatore                | Note                          |
| --------- | ------------------- | --------- | -------------------------------- | ----------------------------- |
| 1992-1993 | Conference          | 3         | Paul Cavell 19                   | –                             |
| 1993-1994 | Conference          | 6         | Paul Cavell & David Crown 9      | –                             |
| 1994-1995 | Conference          | 15        | Ian Richardson 10                | –                             |
| 1995-1996 | Conference          | 22        | ??                               | Retrocessi                    |
| 1996-1997 | Isthmian Premier    | 4         | Vinnie John 12                   | –                             |
| 1997-1998 | Isthmian Premier    | 4         | Paul Cobb 24                     | –                             |
| 1998-1999 | Isthmian Premier    | 3         | Paul Cobb 21                     | –                             |
| 1999-2000 | Isthmian Premier    | 1         | Paul Cobb 18                     | Campioni                      |
| 2000-2001 | Conference          | 3         | Danny Shipp & Junior McDougald 9 | –                             |
| 2001-2002 | Conference          | 2         | Mark Stein 24                    |                               |
| 2002-2003 | Conference          | 5         | Mark Stein & Steve West 16       |                               |
| 2003-2004 | Conference          | 13        | Chris Moore 10                   | –                             |
| 2004-2005 | Conference National | 11        | Chris Moore 19                   | –                             |
| 2005-2006 | Conference National | 10        | Chris Moore 15                   | –                             |
| 2006-2007 | Conference National | 1         | Paul Benson 28                   | Campioni                      |
| 2007-2008 | League Two          | 20        | Ben Strevens 20                  | –                             |
| 2008-2009 | League Two          | 8         | Paul Benson 18                   | –                             |
| 2009-2010 | League Two          | 7         | Paul Benson 22                   | Play-off vincitori - promossi |
| 2010–11   | League One          | 21        | Romain Vincelot 12               | Retrocessi                    |
| 2011–12   | League Two          | 19        | Brian Woodall 13                 | –                             |
| 2012–13   | League Two          | 22        | Luke Howell 9                    | –                             |
| 2013–14   | League Two          | 9         | Rhys Murphy 13                   | –                             |
| 2014–15   | League Two          | 14        | Jamie Cureton 19                 | –                             |
| 2015–16   | League Two          | 23        | Christian Doidge 8               | Retrocessi                    |
| 2016–17   | National League     | 4         | Oliver Hawkins 18                | –                             |
| 2017–18   | National League     | 11        | Michael Cheek 13                 | –                             |
| 2018–19   | National League     | 18        | Conor Wilkinson 12               | –                             |
| 2019–20   | National League     | 17        | Ángelo Balanta 8                 | –                             |
| 2020–21   | National League     | 12        | Paul McCallum 16                 | –                             |
| 2021–22   | National League     | 8         | Paul McCallum 18                 | –                             |
| 2022–23   | National League     | 10        | Josh Walker 10                   | –                             |
| 2023–24   | National League     | 15        | Inih Effiong 16                  | –                             |
| 2024–25   | National League     |           |                                  | –                             |

## Società

### Sponsor
| Cronologia degli sponsor tecnici | Cronologia degli sponsor tecnici | Cronologia degli sponsor tecnici |
| Data                             | Fornitura                        |                                  |
| -------------------------------- | -------------------------------- | -------------------------------- |
| 1996–97                          | En-S                             |                                  |
| 1997–2013                        | Vandanel                         |                                  |
| 2013–2019                        | Sondico                          |                                  |
| 2019–2023                        | Nike                             |                                  |
| 2023-                            | Admiral Sportswear               |                                  |

| Cronologia degli sponsor ufficiali | Cronologia degli sponsor ufficiali |
| Data                               | Sponsor                            |
| ---------------------------------- | ---------------------------------- |
| 1992–96                            | Dagenham Post                      |
| 1996–97                            | Recorder Newspapers                |
| 1997–2006                          | Compass                            |
| 2006–                              | West & Coe                         |

## Allenatori
Dagenham & Redbridge ha avuto sei allenatori dalla sua nascita, nel anno 1992.
| Dal  | Al   | Allenatore        |
| ---- | ---- | ----------------- |
| 1992 | 1994 | John Still        |
| 1994 | 1995 | Dave Cusack       |
| 1995 | 1996 | Graham Carr       |
| 1996 | 1999 | Ted Hardy         |
| 1999 | 2004 | Garry Hill        |
| 2004 | 2013 | John Still        |
| 2013 | 2015 | Wayne Burnett     |
| 2015 | 2018 | John Still        |
| 2018 | 2019 | Peter John Taylor |
| 2020 | 2023 | Daryl McMahon     |
| 2023 |      | Ben Strevens      |

## Palmarès

### Competizioni nazionali
- Conference National: 1

2006-2007
- Isthmian League Premier Division: 1

1999-2000

### Competizioni regionali
- Essex Senior Cup: 2

1998, 2001

### Altri piazzamenti
- Campionato inglese di quarta divisione:

Vittoria play-off: 2009-2010
- Football Conference:

Secondo posto: 2001-2002
Terzo posto: 1992-1993, 2000-2001
- Isthmian League:

Terzo posto: 1998-1999
- FA Trophy:

Finalista: 1996-1997

## Rivalità locali
Dagenham & Redbridge ha una serie di rivalità locali, una delle più forti è con il Leyton Orient.

## Organico

### Rosa 2022-2023
| N. |                              | Ruolo | Calciatore        |
| -- | ---------------------------- | ----- | ----------------- |
| 1  | Inghilterra (bandiera)       | P     | Elliot Justham    |
| 2  | Inghilterra (bandiera)       | D     | Will Wright       |
| 3  | Guyana (bandiera)            | D     | Liam Gordon       |
| 4  | Inghilterra (bandiera)       | D     | Manny Onariase    |
| 5  | Inghilterra (bandiera)       | D     | Luke Croll        |
| 6  | Inghilterra (bandiera)       | D     | Kenny Clark       |
| 7  | Grenada (bandiera)           | C     | Alexander McQueen |
| 8  | Inghilterra (bandiera)       | C     | Mitch Brundle     |
| 9  | Galles (bandiera)            | A     | Chike Kandi       |
| 10 | Colombia (bandiera)          | A     | Ángelo Balanta    |
| 11 | Antigua e Barbuda (bandiera) | C     | Myles Weston      |
| 12 | Inghilterra (bandiera)       | C     | Matt Robinson     |
| 13 | Inghilterra (bandiera)       | P     | Josh Strizovic    |

| N. |                         | Ruolo | Calciatore      |
| -- | ----------------------- | ----- | --------------- |
| 14 | Inghilterra (bandiera)  | A     | Reece Grant     |
| 15 | Irlanda (bandiera)      | A     | Joe Quigley     |
| 16 | Inghilterra (bandiera)  | C     | Harry Phipps    |
| 17 | Inghilterra (bandiera)  | D     | Will Wood       |
| 18 | Inghilterra (bandiera)  | A     | Alex Reid       |
| 19 | Spagna (bandiera)       | A     | Joan Luque      |
| 21 | RD del Congo (bandiera) | D     | Gabriel Zakuani |
| 22 | Inghilterra (bandiera)  | C     | Abu Ogogo       |
| 23 | Inghilterra (bandiera)  | C     | Harold Odametey |
| 24 | Inghilterra (bandiera)  | C     | Sam Deering     |
| 25 | Inghilterra (bandiera)  | A     | Ben House       |
| 31 | Inghilterra (bandiera)  | P     | Glen Johnson    |

### Rosa 2020-2021
Rosa aggiornata al 26 novembre 2020
| N. |                        | Ruolo | Calciatore        |
| -- | ---------------------- | ----- | ----------------- |
| 1  | Inghilterra (bandiera) | P     | Elliot Justham    |
| 2  | Inghilterra (bandiera) | D     | Will Wright       |
| 3  | Guyana (bandiera)      | D     | Liam Gordon       |
| 4  | Inghilterra (bandiera) | D     | Manny Onariase    |
| 5  | Inghilterra (bandiera) | D     | Luke Croll        |
| 6  | Inghilterra (bandiera) | D     | Kenny Clark       |
| 7  | Grenada (bandiera)     | C     | Alexander McQueen |
| 8  | Inghilterra (bandiera) | C     | Mitch Brundle     |
| 9  | Galles (bandiera)      | A     | Chike Kandi       |
| 10 | Colombia (bandiera)    | A     | Ángelo Balanta    |
| 11 | Inghilterra (bandiera) | C     | Bagasan Graham    |
| 12 | Inghilterra (bandiera) | C     | Matt Robinson     |
| 13 | Inghilterra (bandiera) | P     | Josh Strizovic    |

| N. |                              | Ruolo | Calciatore      |
| -- | ---------------------------- | ----- | --------------- |
| 14 | Inghilterra (bandiera)       | A     | Reece Grant     |
| 15 | Irlanda (bandiera)           | A     | Joe Quigley     |
| 16 | Inghilterra (bandiera)       | C     | Harry Phipps    |
| 17 | Inghilterra (bandiera)       | D     | Will Wood       |
| 18 | Inghilterra (bandiera)       | A     | Alex Reid       |
| 19 | Spagna (bandiera)            | A     | Joan Luque      |
| 21 | RD del Congo (bandiera)      | D     | Gabriel Zakuani |
| 22 | Inghilterra (bandiera)       | C     | Abu Ogogo       |
| 23 | Inghilterra (bandiera)       | C     | Harold Odametey |
| 24 | Inghilterra (bandiera)       | C     | Sam Deering     |
| 25 | Inghilterra (bandiera)       | A     | Ben House       |
| 26 | Antigua e Barbuda (bandiera) | C     | Myles Weston    |
| 31 | Inghilterra (bandiera)       | P     | Glen Johnson    |

### Rosa 2016-2017
Rosa aggiornata al 2 marzo 2017
| N. |                        | Ruolo | Calciatore          |
| -- | ---------------------- | ----- | ------------------- |
| 1  | Inghilterra (bandiera) | P     | Elliot Justham      |
| 2  | Inghilterra (bandiera) | D     | Curtley Williams    |
| 3  | Inghilterra (bandiera) | D     | Joe Widdowson       |
| 4  | Inghilterra (bandiera) | C     | Scott Doe           |
| 5  | Inghilterra (bandiera) | D     | Craig Robson        |
| 6  | Inghilterra (bandiera) | C     | Matt Robinson       |
| 7  | Inghilterra (bandiera) | C     | Luke Howell         |
| 8  | Inghilterra (bandiera) | C     | Frankie Raymond     |
| 9  | Inghilterra (bandiera) | A     | Elliott Romain      |
| 10 | Inghilterra (bandiera) | C     | Luke Guttridge      |
| 11 | Nigeria (bandiera)     | C     | Fejiri Okenabirhie  |
| 12 | Inghilterra (bandiera) | A     | Oliver Hawkins      |
| 13 | Inghilterra (bandiera) | P     | Lewis Moore         |
| 14 | Inghilterra (bandiera) | A     | Paul Benson         |
| 15 | Inghilterra (bandiera) | A     | Jordan Maguire-Drew |

| N. |                              | Ruolo | Calciatore          |
| -- | ---------------------------- | ----- | ------------------- |
| 14 | Inghilterra (bandiera)       | A     | Paul Benson         |
| 15 | Inghilterra (bandiera)       | A     | Jordan Maguire-Drew |
| 16 | Inghilterra (bandiera)       | D     | Luke Pennell        |
| 17 | Trinidad e Tobago (bandiera) | C     | André Boucaud       |
| 18 | Irlanda (bandiera)           | C     | Leo Donnellan       |
| 19 | Inghilterra (bandiera)       | D     | Sam Ling            |
| 22 | Inghilterra (bandiera)       | C     | Shomari Barnwell    |
| 24 | Inghilterra (bandiera)       | A     | Jacob Berkowicz     |
| 25 | Inghilterra (bandiera)       | C     | Corey Whitely       |
| 26 | Inghilterra (bandiera)       | D     | Magnus Okuonghae    |
| 29 | Galles (bandiera)            | D     | Jake Howells        |
| 30 | Inghilterra (bandiera)       | P     | Mark Cousins        |
| 32 | Inghilterra (bandiera)       | D     | Josh Staunton       |
|    | Inghilterra (bandiera)       | D     | Jimmy Shepherd      |
|    | Inghilterra (bandiera)       | C     | Scott Heard         |

### Rosa 2015-2016
Rosa aggiornata al 2 marzo 2016
| N. |                              | Ruolo | Calciatore       |
| -- | ---------------------------- | ----- | ---------------- |
| 1  | Inghilterra (bandiera)       | P     | Liam O'Brien     |
| 2  | Inghilterra (bandiera)       | D     | Josh Passley     |
| 4  | Inghilterra (bandiera)       | C     | Joss Labadie     |
| 5  | Giamaica (bandiera)          | D     | Nyron Nosworthy  |
| 6  | RD del Congo (bandiera)      | D     | Clevid Dikamona  |
| 7  | Inghilterra (bandiera)       | A     | Jamie Cureton    |
| 8  | Trinidad e Tobago (bandiera) | C     | André Boucaud    |
| 9  | Irlanda del Nord (bandiera)  | A     | Matt McClure     |
| 10 | Inghilterra (bandiera)       | C     | Ashley Chambers  |
| 11 | Inghilterra (bandiera)       | C     | Zavon Hines      |
| 12 | Galles (bandiera)            | A     | Christian Doidge |
| 14 | Inghilterra (bandiera)       | C     | Matt Richards    |
| 15 | Inghilterra (bandiera)       | A     | Oliver Hawkins   |

| N. |                              | Ruolo | Calciatore      |
| -- | ---------------------------- | ----- | --------------- |
| 18 | Inghilterra (bandiera)       | C     | Frankie Raymond |
| 20 | Inghilterra (bandiera)       | D     | Quade Taylor    |
| 21 | Inghilterra (bandiera)       | C     | Oliver Muldoon  |
| 22 | Inghilterra (bandiera)       | C     | Luke Guttridge  |
| 23 | Inghilterra (bandiera)       | C     | Ashley Hemmings |
| 25 | Inghilterra (bandiera)       | C     | Matty Cash      |
| 26 | Scozia (bandiera)            | D     | Dominic Hyam    |
| 29 | Inghilterra (bandiera)       | D     | Luke Pennell    |
| 30 | Inghilterra (bandiera)       | P     | Mark Cousins    |
| 32 | Trinidad e Tobago (bandiera) | D     | Justin Hoyte    |
| 33 | Inghilterra (bandiera)       | D     | Joe Widdowson   |
| 35 | Inghilterra (bandiera)       | P     | Lewis Moore     |

### Rose delle stagioni passate
- stagione 2013-2014
- stagione 2014-2015